# 節炭器
節炭器(せつたんき)とは、エネルギー消費を減らすため、または流体の予熱などを行うための熱交換器である。エコノマイザともいう。石炭（燃料）を節約するという言葉が語源である。エコノマイザという用語は様々な場所で用いられるが、本項ではボイラー、発電所、冷凍の用途について解説する。

## スターリングエンジン
ロバート・スターリングが1816年に現在のスターリングエンジンである「Hot Air Engine（熱空気エンジン）」を発明した。本人は「Heat Economiser（熱節約装置）」と呼んでいた。

## ボイラー
ボイラーにおける節炭器は、流体（通常は水）を排ガスでその流体の沸点以下の温度まで加熱する熱交換器である。
節炭器に酸性の燃焼ガスが凝縮すると、伝熱管等の機器が腐食する恐れがある。また、通風抵抗が多少増加する。そのため、機器の設計や材料の選択には十分注意を要する。また、給水加熱器を設けて意図的に凝縮が発生しない構造としているものもある。
排ガスの持ち去る熱量がボイラー損失の大部分を占めるため、熱効率を従来の80％程度から95％程度まで高めることができる。2000年代に入り、エコジョーズをはじめとした、排ガスの潜熱を回収する潜熱回収型ボイラーが開発され、効率がLHV換算で100％を超えるものも存在する。
分類
- 鋳鉄管型(ひれ付き管型・平滑管型)
- 鋼管型(ひれ付き管型・平滑管型)

## 発電所
再生サイクル汽力発電のボイラーには、給水を排ガスで予熱する節炭器の下流に、蒸気タービンの抽気などで加熱する給水加熱器が設置されている。給水加熱器には、給水と蒸気とが混合される混合式と、加熱菅を隔てて加熱する熱交換式がある。熱交換式には、加熱菅の内部に水を流す水管式と、加熱菅の内部に蒸気を流す蒸気管式とがある。普通は水管式が用いられる。
節炭器は、コンバインドサイクル発電設備の排熱回収ボイラー（HRSG）の一部として一般的に利用される。HRSGでは、給水は節炭器、蒸発器、過熱器の順に通過し、過熱蒸気として蒸気タービンに送られる。
発電所における節炭器は、煙道中の排ガスから熱を回収し、ボイラーの給水を加熱する。ボイラー給水の温度が高ければ、水蒸気を発生するために必要な熱量が減る。すなわち、定格出力を発生するために必要な燃料が少なく済む。日本に導入された当時、燃料と言えば石炭であったため、エコノマイザに節炭器という訳語が充てられたのである。

## 冷凍機
中間冷却器とも呼ばれる。エコノマイザを導入することで、サイクルの効率が上昇する。